# Kanton Bordères-sur-l'Échez
Bordères-sur-l'Échez is een kanton van het Franse departement Hautes-Pyrénées. Het kanton maakt deel uit van het arrondissement Tarbes. 

## Gemeenten
Het kanton Bordères-sur-l'Échez omvatte tot 2014 de volgende 11 gemeenten:
- Aurensan
- Bazet
- Bordères-sur-l'Échez (hoofdplaats)
- Gayan
- Ibos
- Lagarde
- Oroix
- Oursbelille
- Pintac
- Sarniguet
- Tarasteix

Na de herindeling van de kantons door het decreet van 25 februari 2014, met uitwerking op 22 maart2015, omvat het volgende 7 gemeenten:
- Bazet
- Bordères-sur-l'Échez  (hoofdplaats)
- Bours
- Chis
- Ibos
- Orleix
- Oursbelille